# Mehmet Akif Ersoy

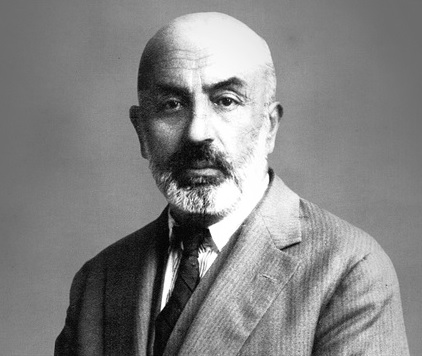
Mehmet Akif Ersoy.

Mehmet Akif Ersoy, född 1873 i Istanbul, död där 27 december 1936, var en turkisk veterinär och poet av albanskt ursprung.
Ersoy tog veterinärexamen 1893 och under de kommande fyra åren innehade han en statlig veterinärtjänst. Han ägnade sig därefter att skriva poesi och tidningsartiklar och hans tidigaste diktningar publicerades 1904. Efter tillkomsten av republiken Turkiet var han lärare i historia och litteratur vid olika universitet.
Vid tiden för det Osmanska rikets kollaps var han en ivrig patriot. I det nya Turkiet blev han nationellt välkänd när det första parlamentet i republiken Turkiet antog  İstiklâl Marşı ("Självständighetens marsch") såsom Turkiets nationalsång den 12 mars 1921 till vilken han skrivit texten (musiken komponerad av  Osman Zeki Üngör).
Under en vistelse i Libanon ådrog han sig sjukdomen malaria och dog 1936.